# Metro Washington

Logo der Washington Metro

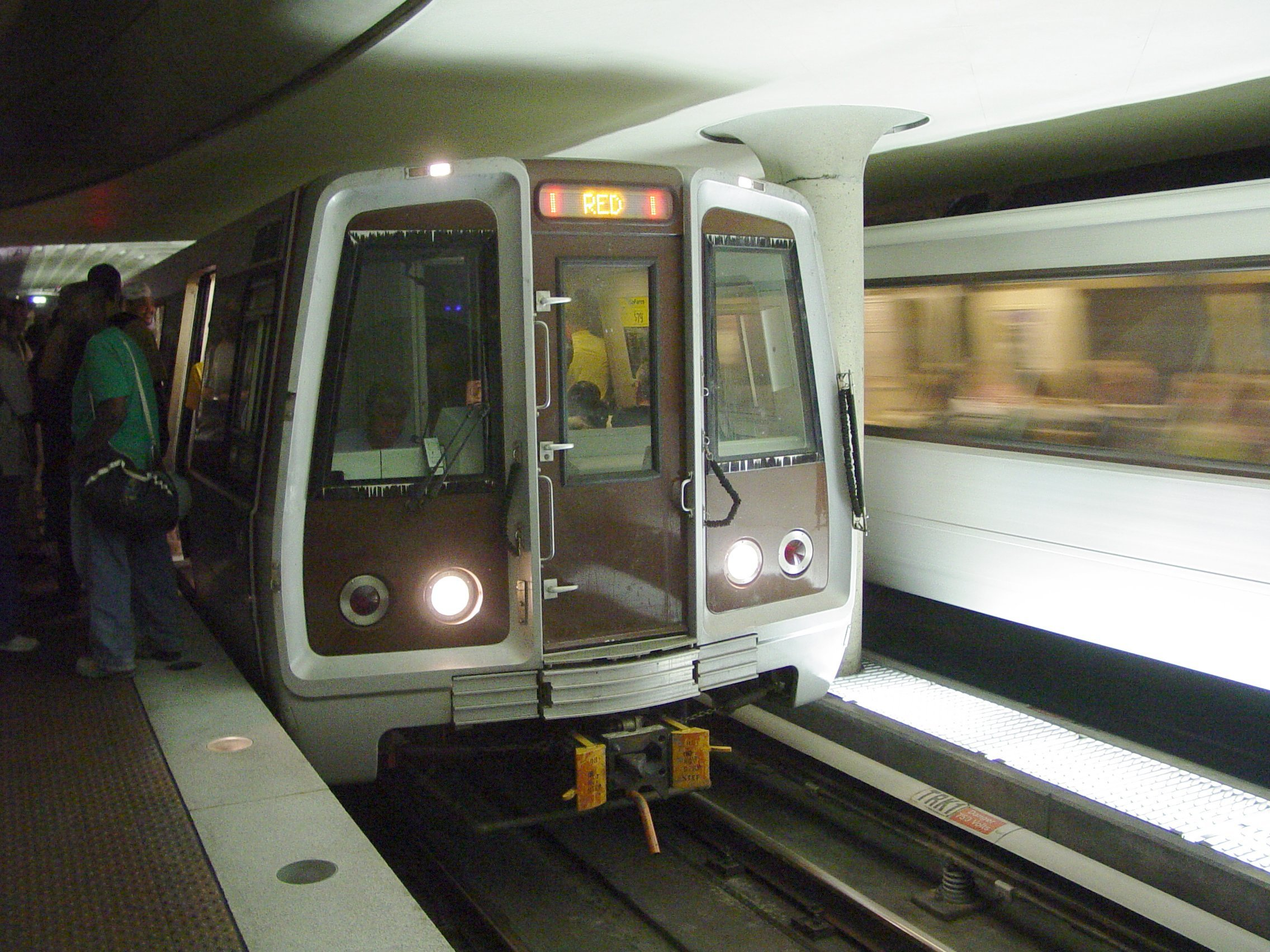
CAF-Zug der Red Line im U-Bahnhof Metro Center

Die Metrorail, oder nur Metro, ist das U-Bahn-System der US-amerikanischen Hauptstadt Washington, D.C. und der angrenzenden Washington Metropolitan Area. Das System ist mit einer Linienlänge von rund 283,1 Kilometern das zweitgrößte der USA. Es wurde 1976 eröffnet und wird von der Washington Metropolitan Area Transit Authority (WMATA) betrieben.

## Geschichte
Erste Planungen begannen im Jahr 1960. Ein Augenmerk war besonders auf die Effizienz der U-Bahn und sparsame Betriebsführung gerichtet. Das sollte beispielsweise durch den Bau der U-Bahn-Linien unter öffentlichem Straßenland geschehen, aber auch zahlreiche Park-and-ride-Plätze und die Orientierung am Bussystem und an den wichtigen Verkehrsströmen gehörten dazu. Man entschied sich gegen eine S-Bahn-artige Verknüpfung mit den Vorortzügen auf den vorhandenen Eisenbahntrassen der Baltimore and Ohio Railroad, um die U-Bahn von Regularien und Kostenstrukturen einer Eisenbahn abzugrenzen.
Die ersten Verträge für den Bau der U-Bahn wurden am 13. Oktober 1966 vom amerikanischen Kongress gebilligt und einen Monat später durch den US-Präsidenten Lyndon B. Johnson unterzeichnet. Die Bauarbeiten für die erste Washingtoner U-Bahn-Linie begannen im Jahr 1969.
Nach sieben Jahren Bauzeit konnte am 27. März 1976 der erste Abschnitt der Red Line zwischen Farragut North und Rhode Island Avenue eröffnet werden. Er war 7,41 km lang und wies fünf Stationen auf. Da die Station Gallery Place bis zur Eröffnung nicht fertiggestellt werden konnte, wurde sie nachträglich am 15. Dezember des gleichen Jahres eingefügt. Schon ein Jahr später ging eine Erweiterung der Red Line um eine Station bis Dupont Circle in Betrieb. Durch stetiges Bauen konnten in den nächsten Jahren weitere Linien eröffnet werden: Am 1. Juli 1977 die Blue Line zwischen National Airport und Stadium-Armory; die Orange Line am 20. November 1978 von Stadium-Armory und New Carrollton und am 30. April 1983 die Yellow Line von Pentagon nach L’Enfant Plaza. Die Green Line wurde als vorerst letzte Strecke am 20. November 1990 in Betrieb genommen. Die American Society of Civil Engineers würdigte die Leistungen des Bauprojektes 1979 mit dem Outstanding Civil Engineering Achievement Award.
Der erste Abschnitt der Silver Line bis zur Station Wiehle - Reston East wurde am 26. Juli 2014 eröffnet. Am 15. November 2022 folgte verspätet der zweite Abschnitt zum Flughafen Dulles und zu Stationen im Loudoun County.

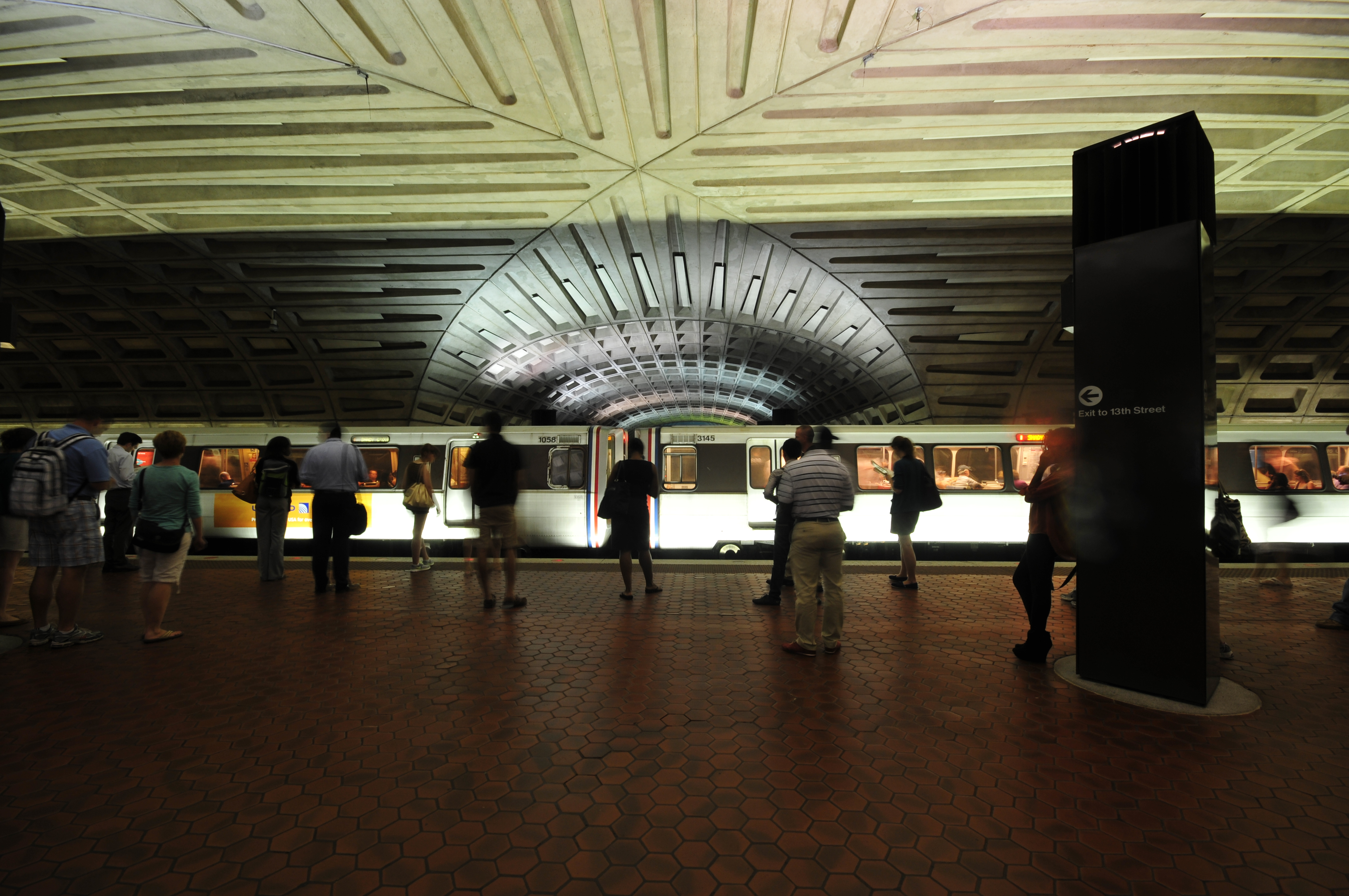
Umsteigebahnhof Metro Center
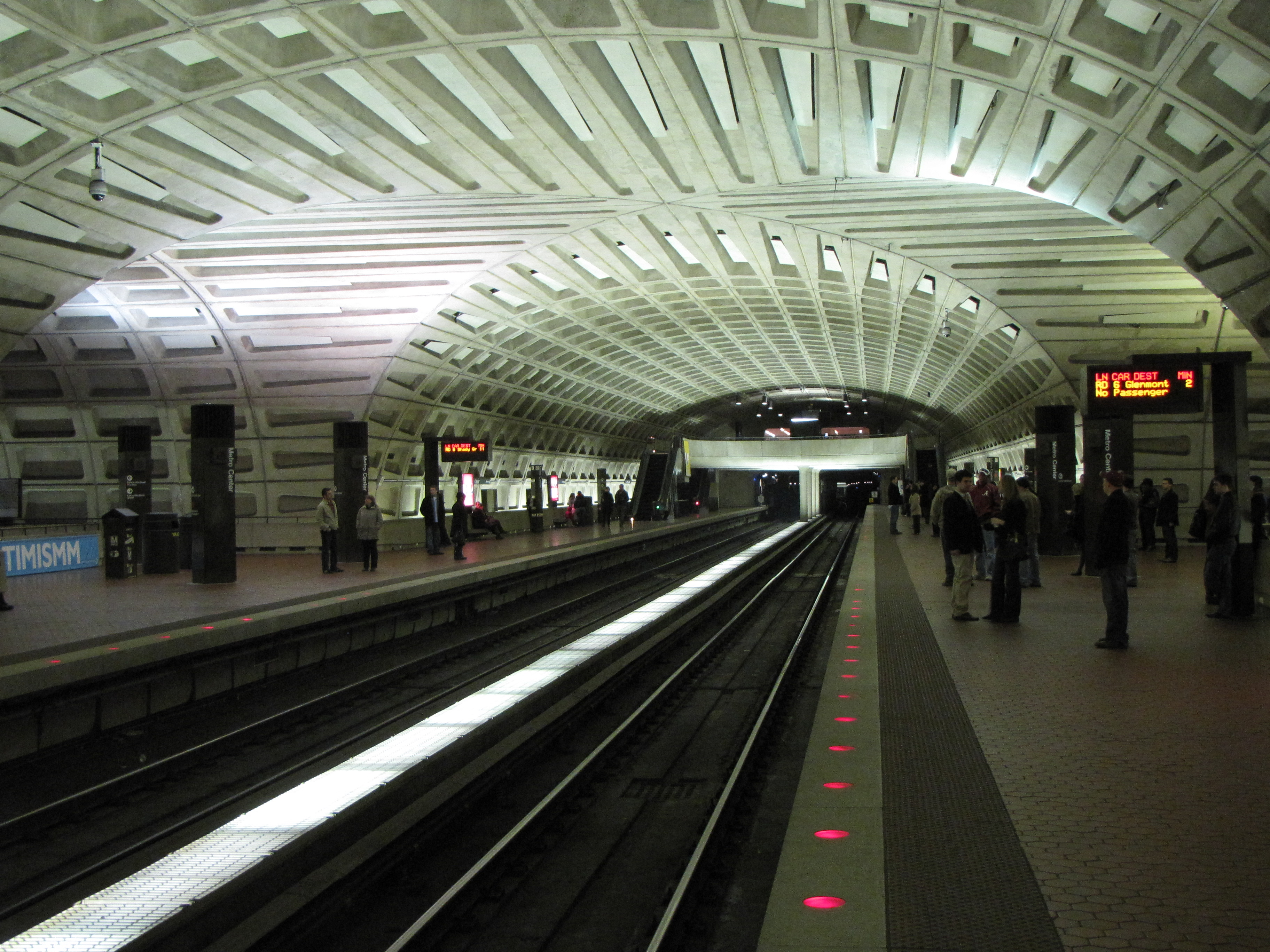
Station der Red Line im Turmbahnhof Metro Center
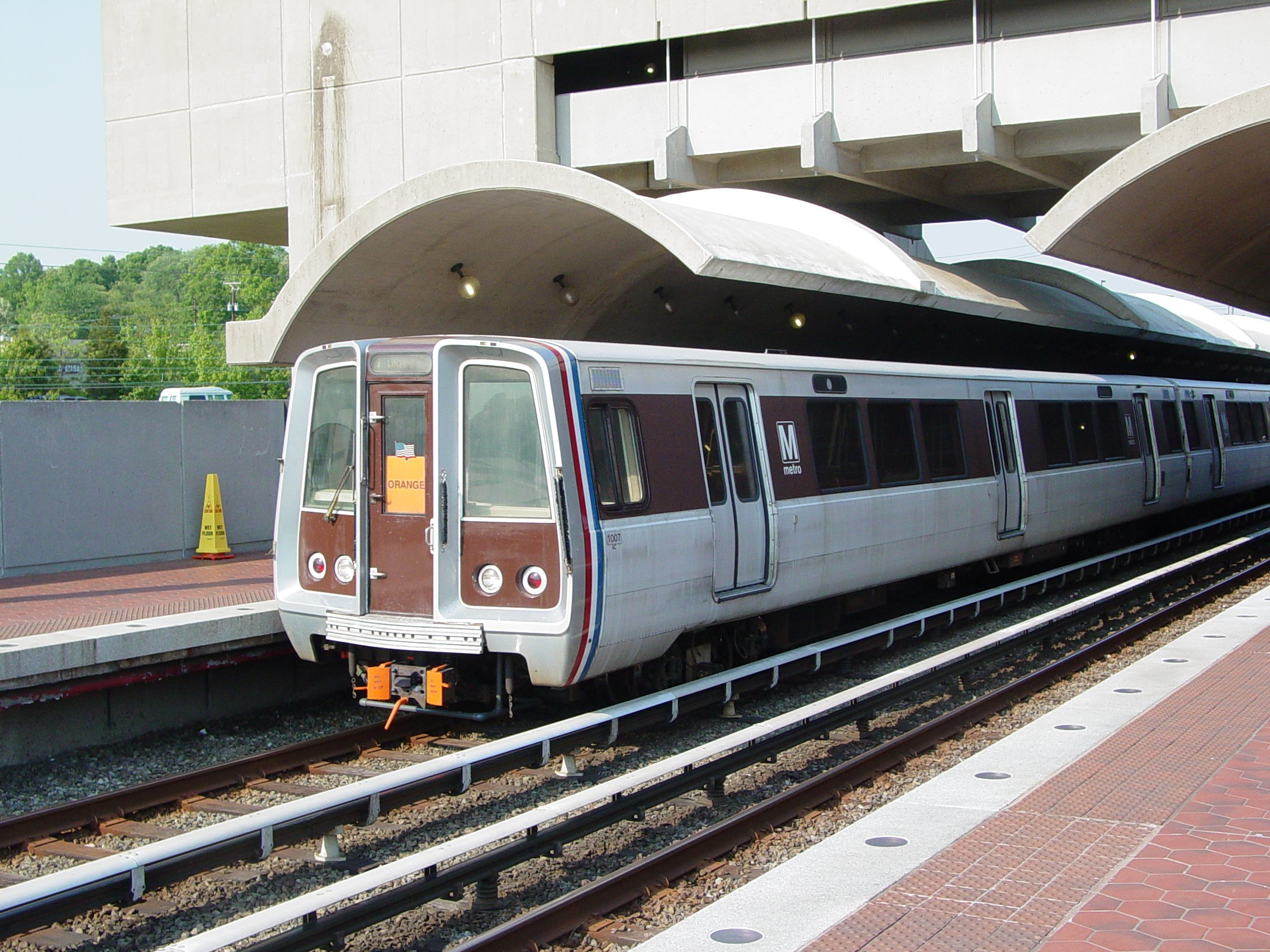
Eine „Rohr“-Garnitur in der Station Cheverly
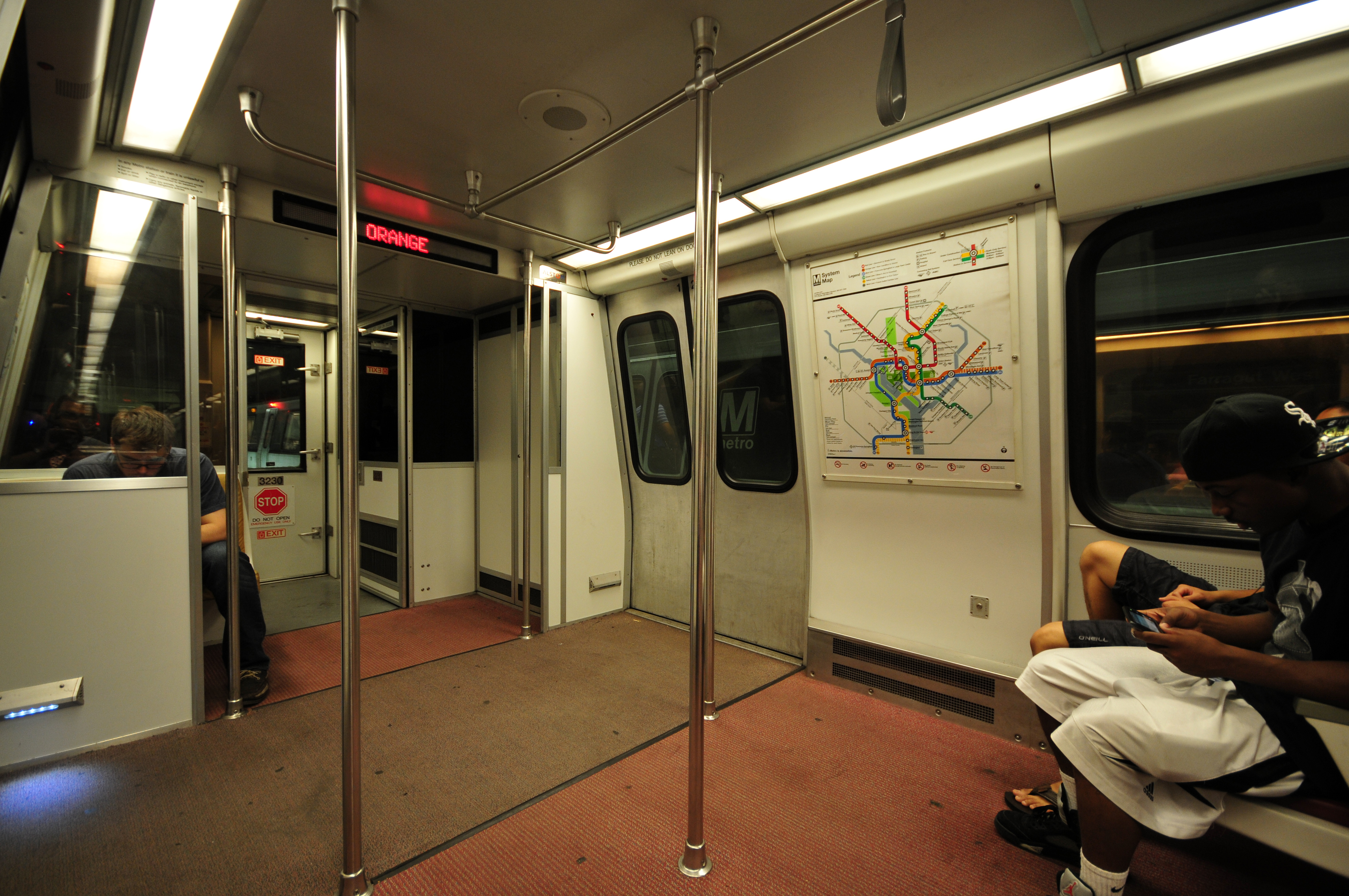
Fahrgastraum eines Wagen der Baureihe 3000 der Orange Line

### Finanzierung des Betriebs
Grundlegende Schwierigkeiten bereitet seit der Eröffnung 1976 die Tatsache, dass die WMATA im Gegensatz zu anderen Verkehrsverwaltungen in den USA keine festen Zuweisungen aus Steuern erhält und somit nicht genügend verlässliche Finanzmittel zur Verfügung hat. Die Trägerschaft des Betriebs ist zwischen dem District of Columbia und den bedienten Gebietskörperschaften in den Bundesstaaten Virginia und Maryland aufgeteilt, was Verantwortungsdiffusion begünstigt.
Wegen der modernen Ausstattung und ihrer architektonisch anspruchsvollen Gestaltung genoss die Metro ursprünglich einen sehr guten Ruf. Seit Mitte der 1990er Jahre häufen sich jedoch Probleme mit Verspätungen, Zugausfällen, eindringendem Grundwasser und defekten Rolltreppen. Zu den Ursachen zählen neben mangelnder Instandhaltung auch die fehlende Qualitätskontrolle sowie allgemeines Missmanagement innerhalb der WMATA.

### Probleme und Vorfälle
Bei der Entgleisung einer U-Bahn-Garnitur in einem Tunnel starben am 13. Januar 1982 drei Menschen.

#### 11. September 2001
Am Tag der Terroranschläge am 11. September 2001 wurden Yellow Line bzw. Blue Line vorübergehend umgeleitet, um die Brücke über den Potomac River nicht zu befahren. Die Metro-Stationen Pentagon, Ronald Reagan Washington National Airport und Union Station wurden zeitweise ohne Halt durchfahren, der Betrieb insgesamt aber aufrechterhalten.:34–35 Der direkte Zugang von der Metro in das Gebäude des Verteidigungsministeriums ist seitdem geschlossen.
Zwischen 2004 und 2016 kam es zu neun schweren Unfällen und Störungen.

#### Kollision im Juni 2009
Am 22. Juni 2009 stießen auf der Red Line im Norden der Stadt nahe der Station Takoma an der Grenze zu Maryland zwei Züge zusammen, wobei neun Menschen getötet und mehr als 70 verletzt wurden. Zu diesem Unglück kam es, als ein Zug auf einen stehenden Zug auffuhr, der auf die Einfahrt in die Station wartete. Dabei schoben sich mehrere Wagen übereinander.
Als Sofortmaßnahme wurde der automatisierte Fahrbetrieb auf allen Linien beendet. Es stellte sich bald heraus, dass die Automatisierung nicht Grund für die Kollision war. Die Ursache lag in einer Störung der Gleisfreimeldeanlage. Sie wurde in den folgenden Jahren erneuert. Vorübergehend konnten im Jahr 2015 für mehrere Monate Züge auf der Red Line – nur im Berufsverkehr, nur in Lastrichtung und nur die Acht-Wagen-Züge – automatisch fahren, danach wurden diese Bemühungen aufgrund drängenderer Probleme eingestellt. In der Zeit seit der Abschaltung 2009 ist bei der WMATA das für den automatischen Betrieb notwendige Fachwissen zum Teil verloren gegangen. Die installierte Sicherungstechnik nähert sich dem Ende ihrer Lebensdauer und müsste ersetzt oder ertüchtigt werden, wofür es zwar Überlegungen, aber im Jahr 2022 noch keine Finanzierung gibt. Daher finden alle Fahrten weiterhin mit manueller Steuerung statt.

#### Verrauchung im Januar 2015
Im Januar 2015 starb in einem mit Rauch gefüllten Zug der Yellow Line eine Passagierin und es wurden 91 weitere Menschen verletzt. Durch einen Lichtbogen an der Stromschiene war Rauch entstanden. Zur Erkundung der Lage sandte die Metro-Betriebsleitstelle den voll besetzen Zug auf Sicht in den betroffenen Tunnelabschnitt an der Station L’Enfant Plaza, wo er liegenblieb.
Nach Untersuchungen wurde der fahrlässige Umgang mit Betriebsstörungen bemängelt. Verschärfend wirkten sich mangelhafte Koordinierung der WMATA mit der unzureichend ausgebildeten städtischen Feuerwehr sowie falsch und zu spät alarmierte Einsatzkräfte aufgrund fortwährender Organisationsprobleme sowohl in der Metroleitstelle als auch der städtischen Einsatzleitstelle aus. Bei vergleichbaren Vorfällen im Jahr 2019 zeigte sich die Metroleitstelle wiederholt überfordert.

#### Defekte U-Bahn-Wagen 2021
Im Oktober 2021 offenbarten sich durch eine Entgleisung Schäden an den Radsätzen der jüngsten Triebwagenserie 7000. Alle 748 Fahrzeuge dieser Serie, die 60 Prozent der Züge der Metro bildeten, wurden außer Betrieb genommen. In den folgenden sieben Monaten wurde mit 40 noch vorhandenen älteren Zügen und zum Teil betriebsfähigen der Serie 7000 ein Krisenfahrplan gefahren. Taktzeiten von 30 Minuten, später auch 20 bis 15 Minuten und auf der roten Linie 10 Minuten verringerten den Nutzen der Metro als innerstädtische Schnellbahn. Zwischenzeitlich verfielen Fahrlizenzen bei Teilen des Personals.

### Entwicklung in den 2020er Jahren
Mit Stand Mai 2022 verharrten die Fahrgastzahlen der Metro bei rund 35 Prozent der Werte vor der Covid-19-Pandemie. Die Fahrzeugprobleme wurden in der Folgezeit nach und nach behoben und es gab eine deutliche Erholung der Fahrgastzahlen: Ab Juni 2023 waren in den Hauptverkehrszeiten 70 Prozent mehr Züge als im Vorjahr unterwegs. Zum Mai 2023 stiegen die Fahrgastzahlen im Vergleich zum Vorjahresmonat um über 40 Prozent und lagen bei 50 Prozent der Werte von 2019.

## Liniennetz
Das Netz umfasst sechs Linien und seit der Eröffnung der Verlängerung der Silver Line im November 2022 eine Linienlänge von 283,1 Kilometer. Die Streckenlänge beträgt 205,9 Kilometer, sie ist geringer, da abschnittsweise zwei bis drei Linien eine Strecke gemeinsam befahren. Pro Tag werden etwa 700.000 Passagiere mit der U-Bahn befördert, im ganzen Jahr rund 190 Millionen. Das Netz besitzt in der Innenstadt drei Umsteigeknoten – Metro Center, Gallery Place-Chinatown und L’Enfant Plaza – die es ermöglichen, mit einmaligem Umsteigen jedes Ziel zu erreichen.
| Linie       | Strecke                                                         | Eröffnung | Länge   | Stationen |
| ----------- | --------------------------------------------------------------- | --------- | ------- | --------- |
| Red Line    | Shady Grove (Maryland) ↔ Glenmont (Maryland)                    | 1976      | 51,3 km | 27        |
| Blue Line   | Franconia-Springfield (Virginia) ↔ Downtown Largo               | 1977      | 48,8 km | 28        |
| Orange Line | Vienna (Virginia)/Fairfax-GMU ↔ New Carrollton (Maryland)       | 1978      | 42,5 km | 26        |

Liniennetz der Washington Metro

Geographische Karte des Liniennetzes der Washington Metro

| Yellow Line | Huntington ↔ Greenbelt (Stand 2023 nur bis Mount Vernon Square) | 1983      | 37,3 km | 22        |
| Green Line  | Branch Avenue ↔ Greenbelt                                       | 1991      | 37,1 km | 21        |
| Silver Line | Downtown Largo ↔ Ashburn                                        | 2014      | 66,1 km | 34        |

Zum Netz der kongresseigenen U-Bahn US Capitol Subway besteht keine Verbindung.
Mit der rund 26 Kilometer langen Purple Line befindet sich eine Stadtbahnlinie in Bau, die eine Tangentialverbindung im Nordosten des Ballungsraums schaffen wird.

### Betriebszeiten
Die Metro verkehrt montags bis donnerstags von 05:00 Uhr bis 00:00 Uhr, freitags von 05:00 bis 01:00, samstags von 07:00 Uhr bis 01:00 Uhr sowie sonntags von 07:00 bis 00:00. Die Außenäste reichen jeweils mehrere Kilometer in das Gebiet der benachbarten Bundesstaaten Virginia und Maryland hinein. Häufig sind Stationen dort verkehrsgünstig für Auto-Pendler gelegen und mit großen Park-and-ride-Anlagen ausgestattet.
Auf der Red Line verkehren zur Hauptverkehrszeit Verstärkerzüge von Silver Spring nach Grosvenor. Am Wochenende verkehrt auf dieser Linie jeder zweite Zug nur bis Silver Spring. Auf der Orange Line fahren in der Hauptverkehrszeit zusätzliche Züge von Vienna/Fairfax nach Largo Town Center. In der Hauptverkehrszeit fahren die Züge der Yellow Line von Huntington nach Mt. Vernon Square sowie zusätzliche Züge von Franconia-Springfield nach Greenbelt. Zu den übrigen Zeiten fahren alle Züge dieser Linie von Huntington nach Fort Totten. Diese Anpassungen der Linienverläufe in der Hauptverkehrszeit waren Teil des im Jahr 2012 umgesetzten Kapazitätserhöhungsprogramms Rush+.
Die Blue Line hält vom 1. Oktober bis zum 1. April ab 19 Uhr und vom 2. April bis zum 30. September ab 22 Uhr nicht mehr an der Station Arlington Cemetery.

### Taktzeiten
Nachdem die Züge der Baureihe 7000 nach einer Entgleisung 2021 aufgrund von Schäden an den Radsätzen aus dem Plandienst genommen wurden, wurde ein Notfahrplan eingerichtet, welcher eine Taktung von 30 Minuten auf allen Linien vorsah. Nachdem sich durch die schrittweise Wiederinbetriebnahme der Fahrzeuge der zwischenzeitliche Fahrzeugmangel abgeschwächt hat, werden derzeit (Stand August 2023) folgende Taktungen gefahren:
| Linie | Mo–Fr 5:00 – 21:30 | Mo–Fr 21:30 – Schluss | Sa–So 7:00 – 21:30 | Sa–So 21:30 – Schluss |
| ----- | ------------------ | --------------------- | ------------------ | --------------------- |
|       | 6 Minuten          | 6 Minuten             | 6 Minuten          | 10 Minuten            |
|       | 8 Minuten          | 8 Minuten             | 8 Minuten          | 8 Minuten             |
|       | 8 Minuten          | 8 Minuten             | 8 Minuten          | 8 Minuten             |
|       | 12 Minuten         | 12 Minuten            | 12 Minuten         | 15 Minuten            |
|       | 10 Minuten         | 10 Minuten            | 10 Minuten         | 15 Minuten            |
|       | 12 Minuten         | 12 Minuten            | 12 Minuten         | 15 Minuten            |

An Feiertagen wird mit den Taktungen, welche an den Wochenenden gefahren werden, sowie abhängig von den Feiertag entweder mit den Betriebszeiten, die am Montag bis Donnerstag gelten, oder mit den Betriebszeiten, die am Sonntag gelten, gefahren.

## Stationen

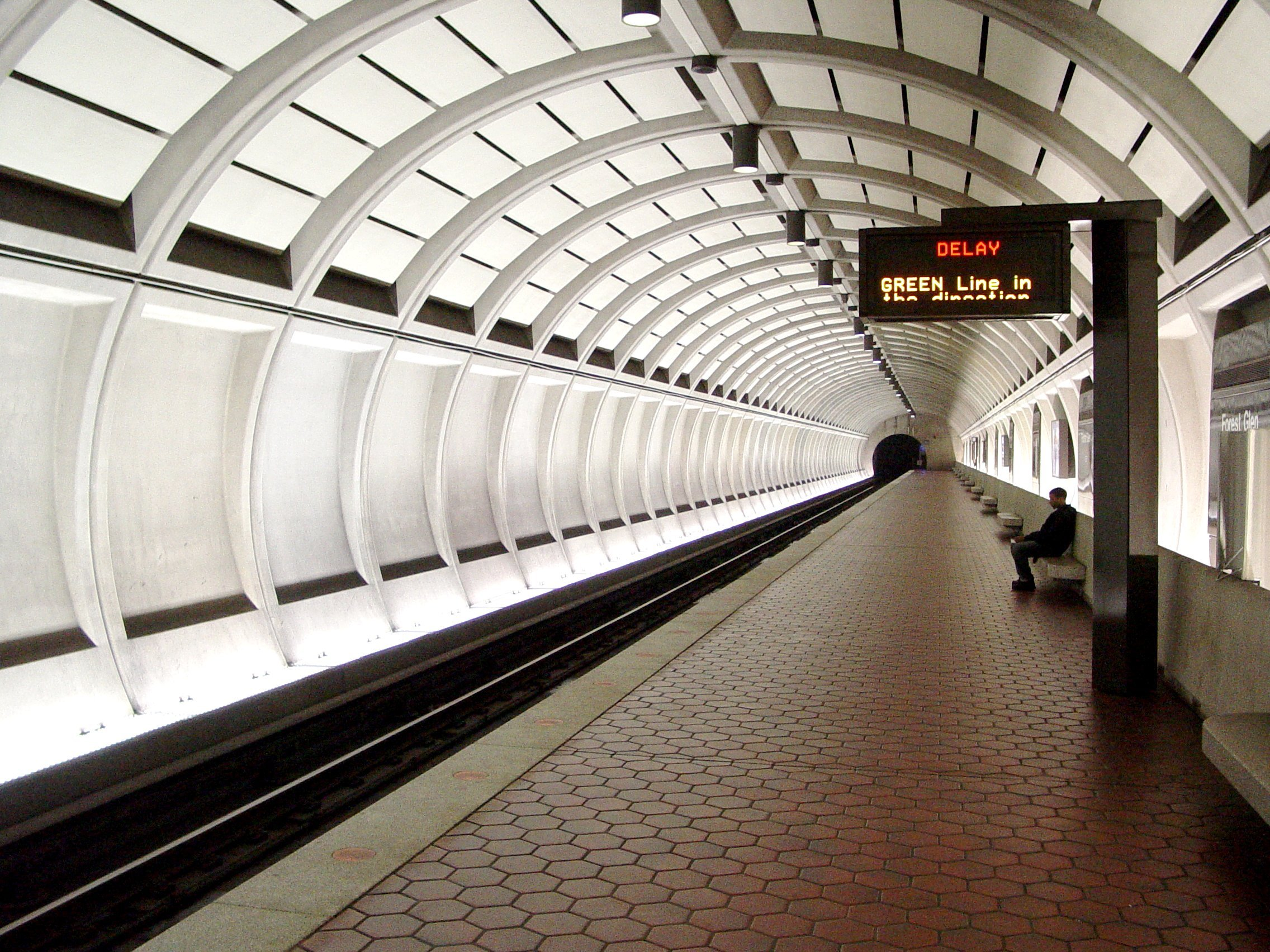
Station Forest Glen der Red Line

Im Jahr 2023 hatte die Metro 98 U-Bahnhöfe, die etwa je zur Hälfte im Tunnel bzw. oberirdisch errichtet wurden. Umsteigebahnhöfe mit mehr als einer Station sind dabei einfach gezählt.
Für alle unterirdischen Stationen – auch jene, die in offener Bauweise errichtet wurden – wurde die Gewölbeform gewählt. In den stützenfreien Hallen dominieren Betonkassettendecken mit schalldämmenden Platten. Die Bahnsteige existieren als Seiten- wie auch Mittelbahnsteige, deren Böden wurden mit rotbraunen Ziegeln gepflastert. Die tiefgelegenen Stationen Forest Glen und Wheaton haben separate Röhren für jedes Richtungsgleis. Die untere Station des Umsteigebahnhofs Fort Totten liegt nur teilweise im Tunnel.
Der U-Bahnhof Metro Center ist ein unterirdischer Turmbahnhof, in dem sich zwei Stationen rechtwinklig kreuzen. Jene der Red Line weist Seitenbahnsteige, die von der Blue Line, Orange Line und Silver Line gemeinsam genutzte einen Mittelbahnsteig auf. Rechtwinklig kreuzen sich die Strecke auch im Umsteigebahnhof Gallery Place, dessen Stationen wurden jedoch in Form eines „T“ gebaut. Dort hält die Red Line ebenfalls an Seitenbahnsteigen, die gemeinsame Station von Green Line und Yellow Line hat einen Mittelbahnsteig.
Auch der dritte wichtige Knoten L’Enfant Plaza weist beide Bahnsteigtypen auf: Zwei Seitenbahnsteige in der oberen Ebene (Green und Yellow Line) und einen Mittelbahnsteig (Blue, Orange und Silver Line) in der unteren. Oberirdisch existiert dort zudem seit 1992 ein Bahnsteig für den Vorort-Eisenbahnverkehr (Manassas Line und Fredericksburg Line).

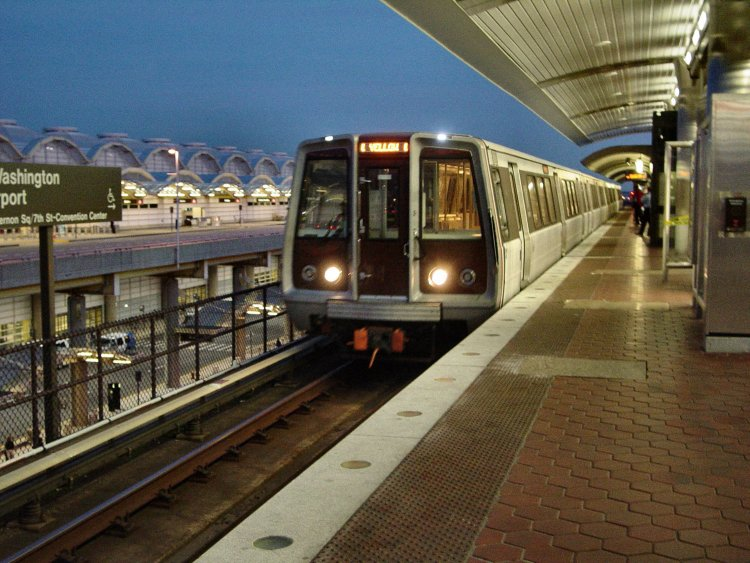
Hochbahnstation National Airport (Blue und Yellow Line)
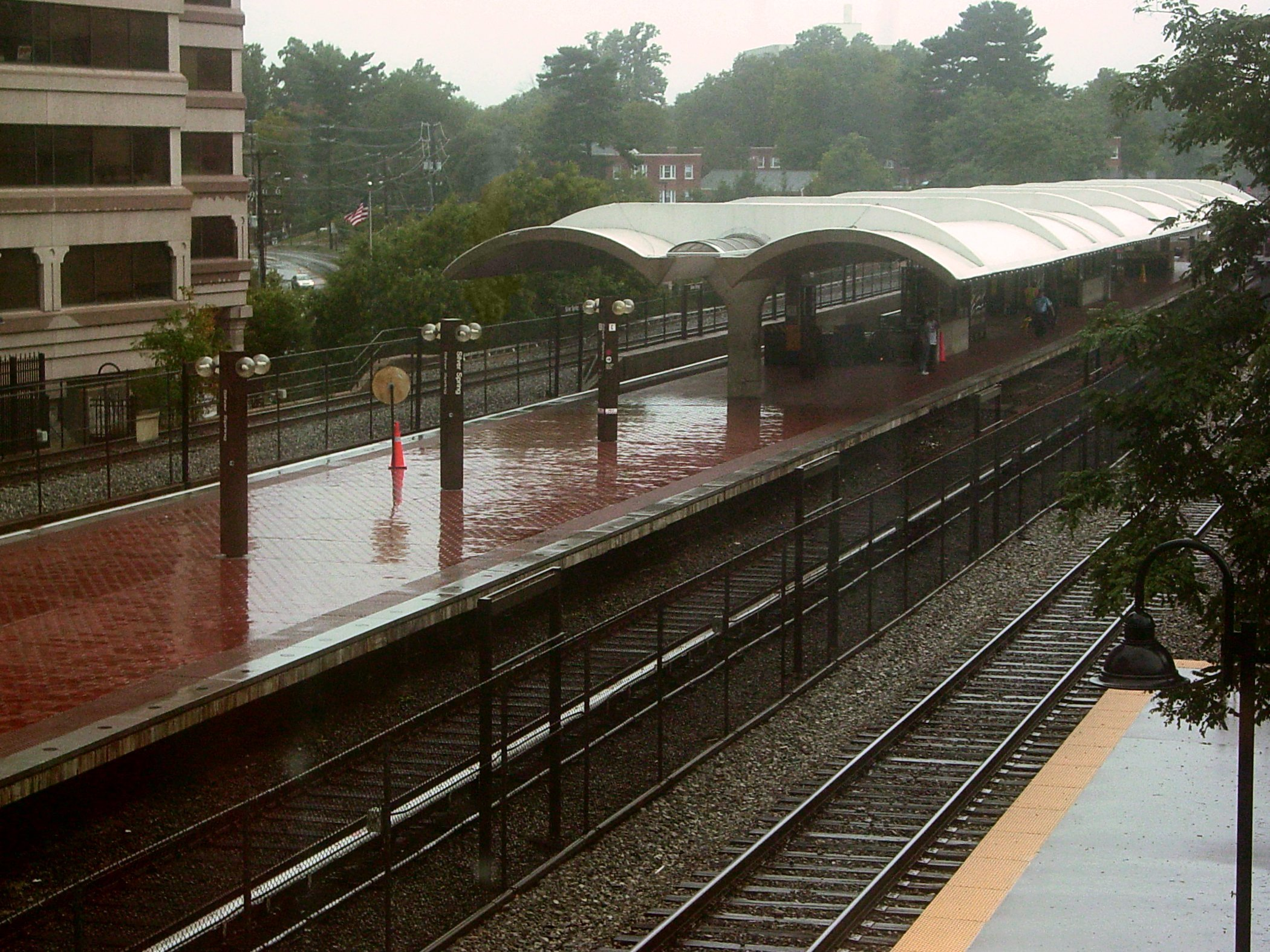
Oberirdische Station Silver Spring der Red Line zwischen den Vorortgleisen der Brunswick Line
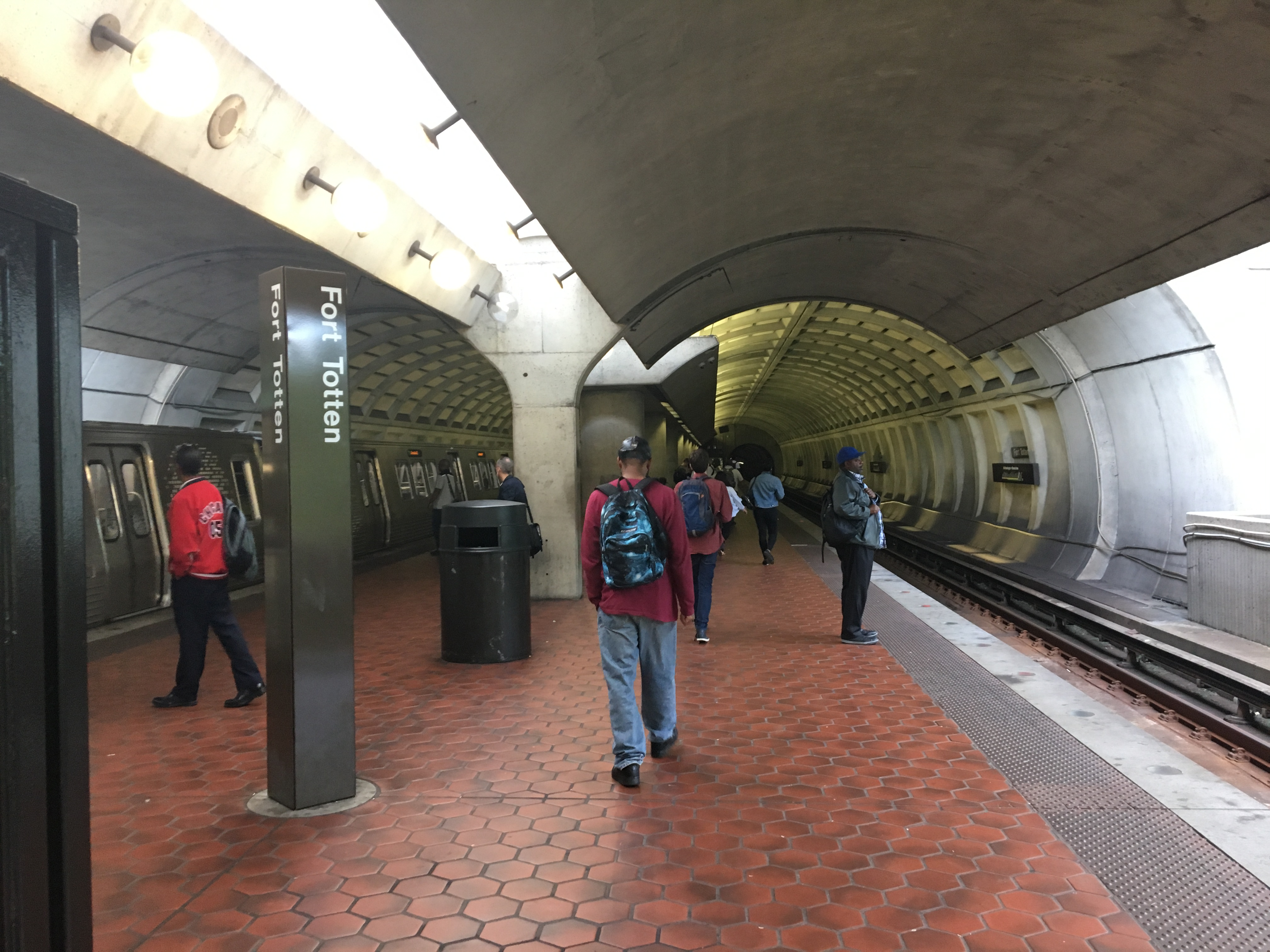
Umsteigebahnhof Fort Totten, untere Station (Green und Yellow Line)
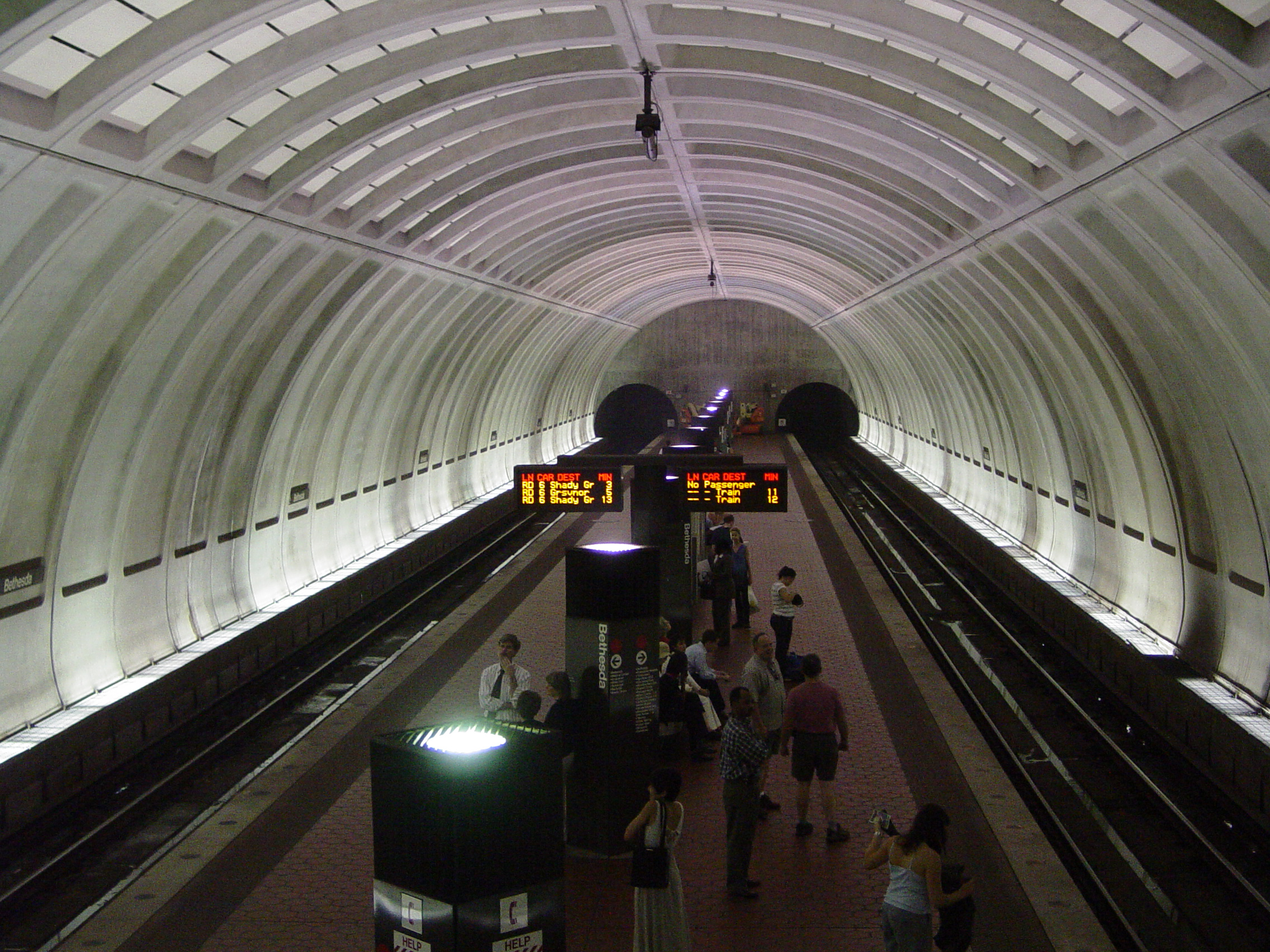
Station Bethesda mit Mittelbahnsteig
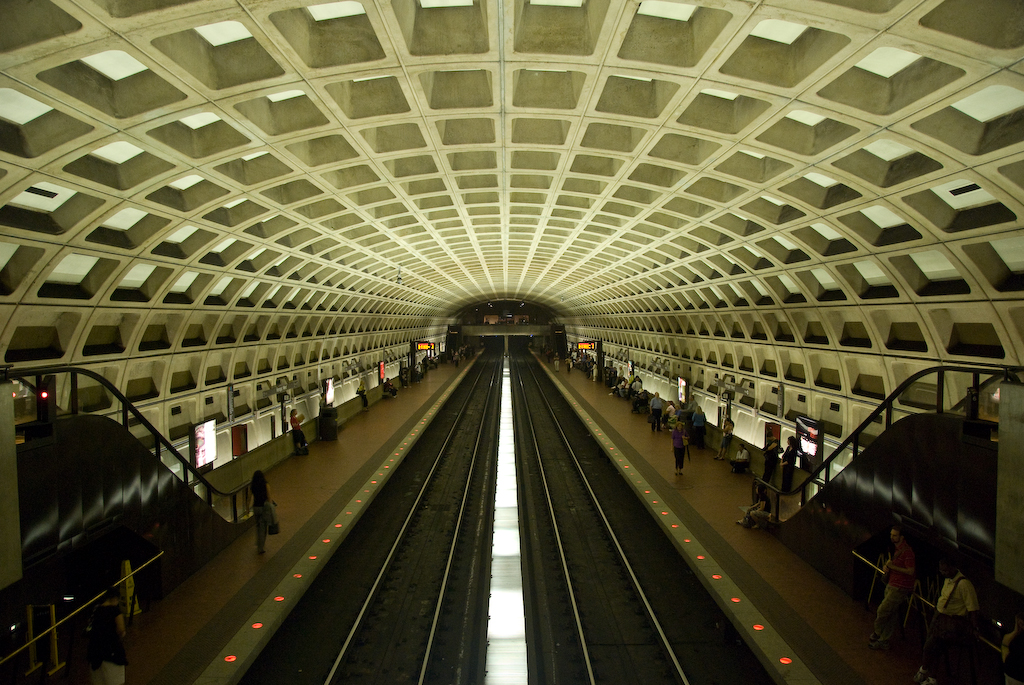
Station Farragut West mit Seitenbahnsteigen

## Fahrzeuge
Sämtliche Triebwagen der Metro Washington sind 22,86 m lang und 3,09 m breit, ein Acht-Wagen-Zug hat somit eine Länge von 182,88 m. Sie werden stets paarweise eingesetzt; die jüngsten Triebwagen der Baureihe 7000 weisen nur noch jeweils einen Führerstand pro Fahrzeug auf. Die Spurweite beträgt – geringfügig abweichend von der Regelspur – nur 1429 mm. Über eine seitliche Stromschiene wird den Fahrzeugen eine Gleichspannung von 750 V zugeführt.
- Die ersten 300 Fahrzeuge (Baureihe 1000, Nummern 1000–1299) baute die Firma Rohr von 1974 bis 1978. Bis auf zwei Triebwagen wurden alle in den Jahren 2016/17 abgestellt.
- Die Firma Breda lieferte zwischen 1982 und 1991 die Baureihen 2000 (76 Fahrzeuge), 3000 (290 Fahrzeuge) und 4000 (100 Fahrzeuge). Bis auf zwei Triebwagen war die Baureihe 4000 Ende 2018 ausgemustert.
- Von Construcciones y Auxiliar de Ferrocarriles (CAF) stammen die 192 Triebwagen der Baureihe 5000, von denen die ersten 2001 in Betrieb genommen wurden. Ende 2018 waren bis auf zwei Fahrzeuge keine Triebwagen dieser Baureihe mehr im Einsatz.
- Alstom baute die 184 Fahrzeuge der Baureihe 6000, ausgeliefert zwischen 2005 und 2008.
- 2015 gingen die ersten Triebwagen der Baureihe 7000 von Kawasaki Heavy Industries in Betrieb. Bis 2020 wurden 748 Fahrzeuge gebaut, die die Baureihen 1000, 4000 und 5000 ersetzen. Schäden an den Radsätzen führten im Oktober 2021 dazu, dass die gesamte Baureihe abgestellt wurde. Das Fahrtenangebot auf allen Linien wurde erheblich reduziert. Im Mai 2022 kehrten erste Fahrzeuge auf die gelbe und die grüne Linie zurück.[25] Im Juli 2022 teilte die WMATA mit, dass sich die Probleme voraussichtlich nicht dauerhaft beheben lassen würden und die Baureihe nur mit täglicher Prüfung der Radsätze zurück in den Betrieb gehen könne. Im März 2023 wurde berichtet, dass innerhalb der nächsten drei Jahre sämtliche Radsätze an allen Fahrzeugen ausgebessert werden würden.[26]

Baureihen 1000 bis 7000
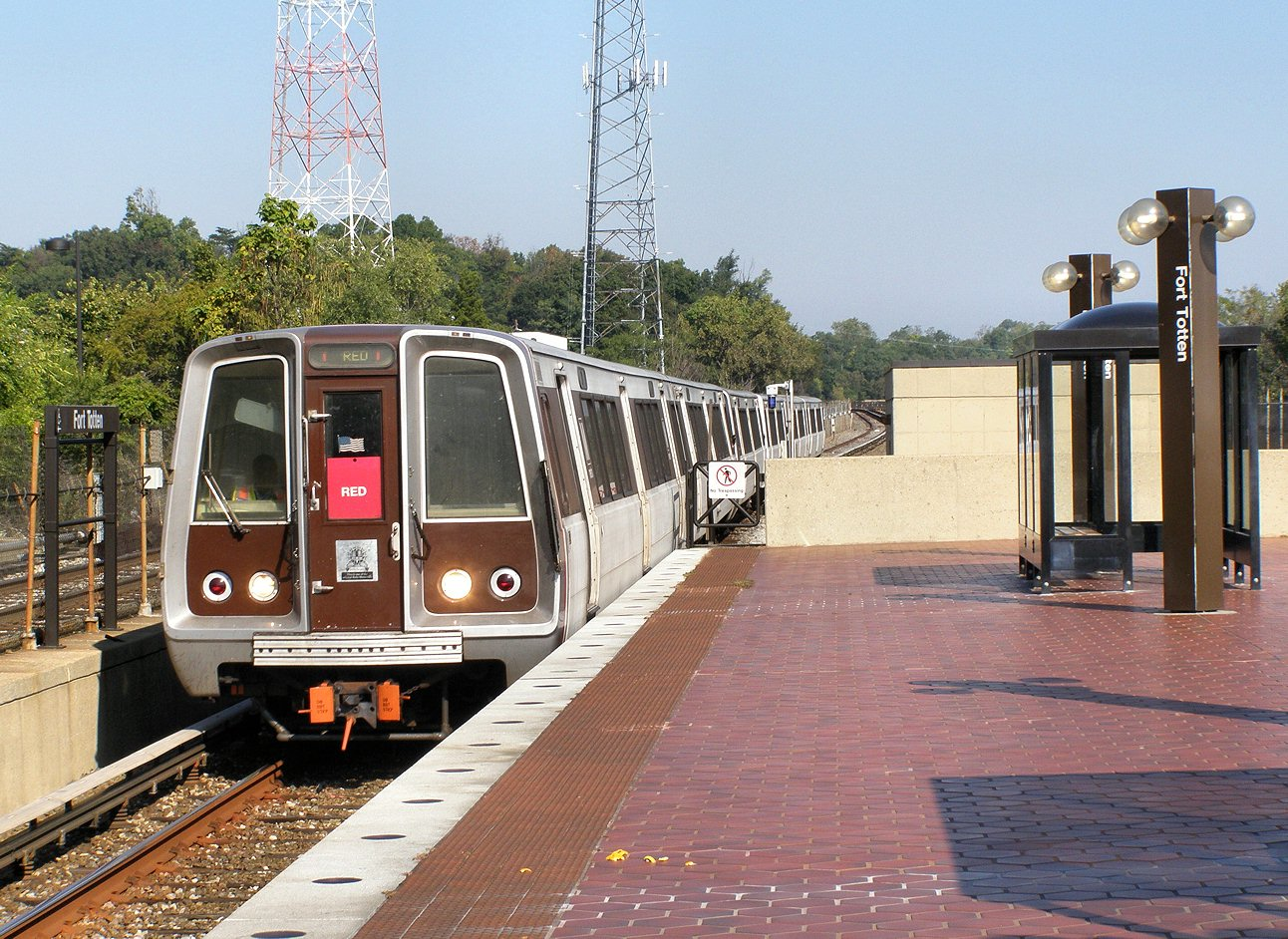
Zug der Baureihe 1000 von Rohr Industries auf der Red Line (2008)
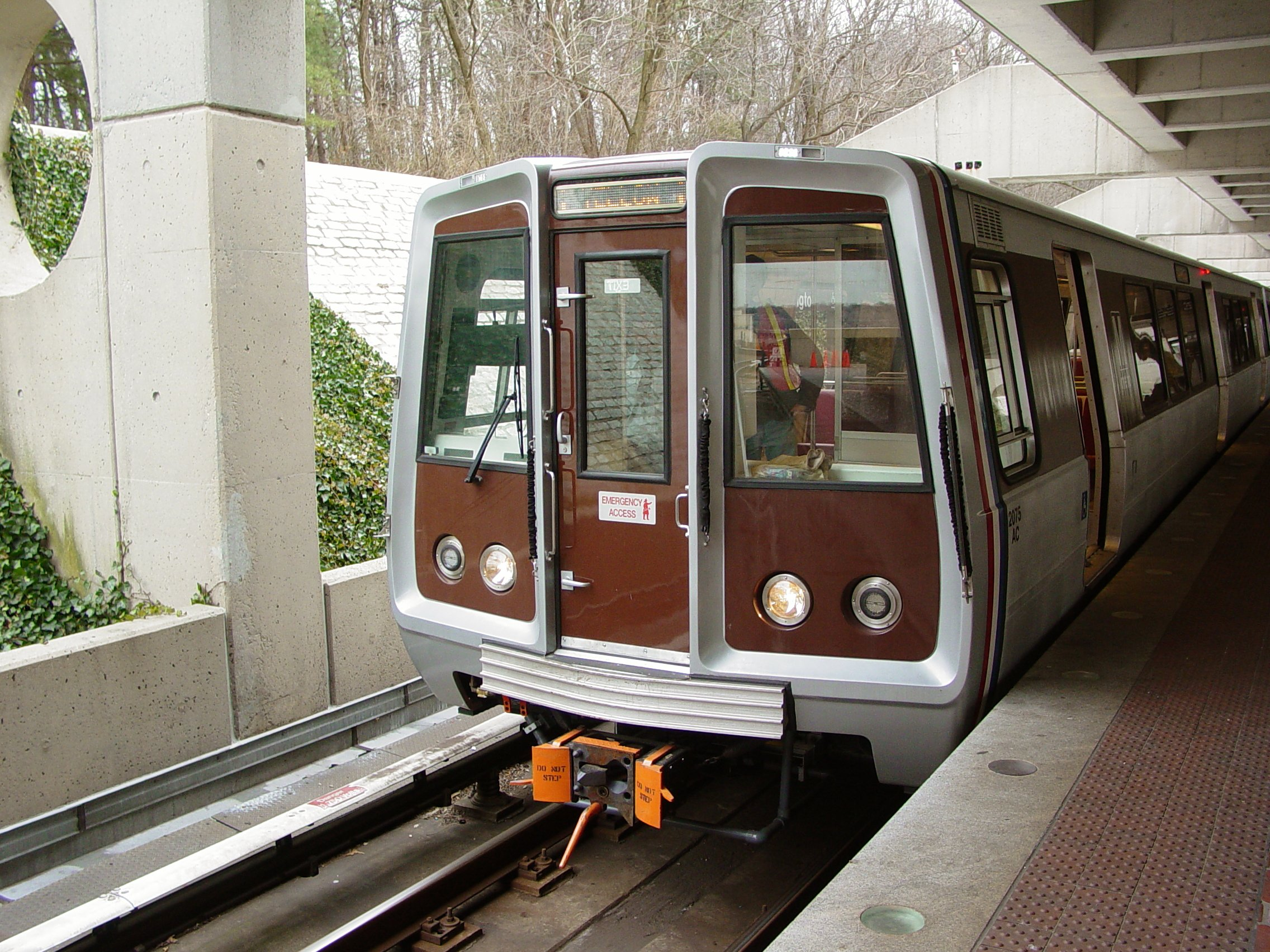
Breda-Zug der Baureihe 2000 in der Station Huntington (2004)
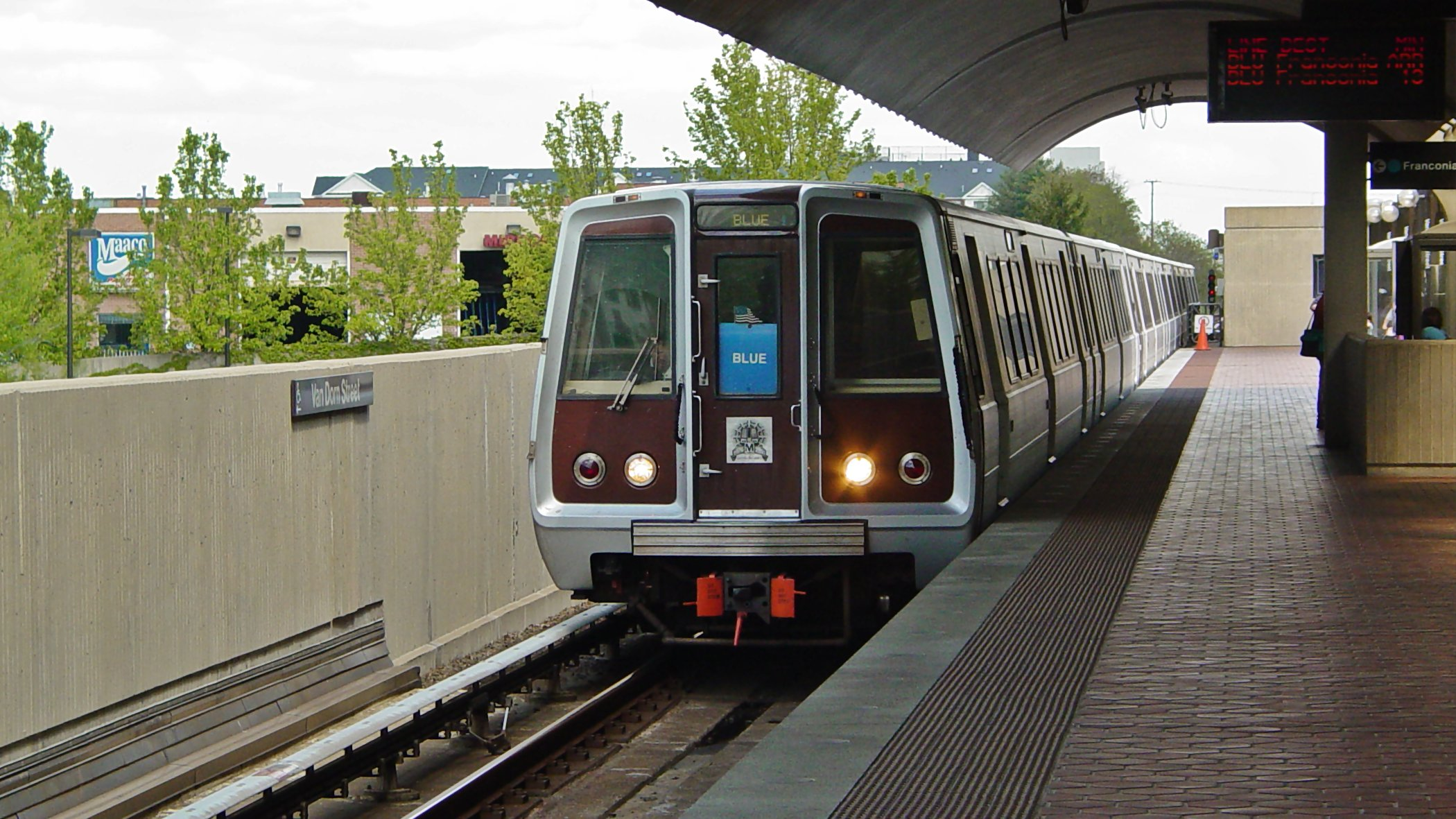
Zug der Baureihe 3000 auf der Blue Line (2005)
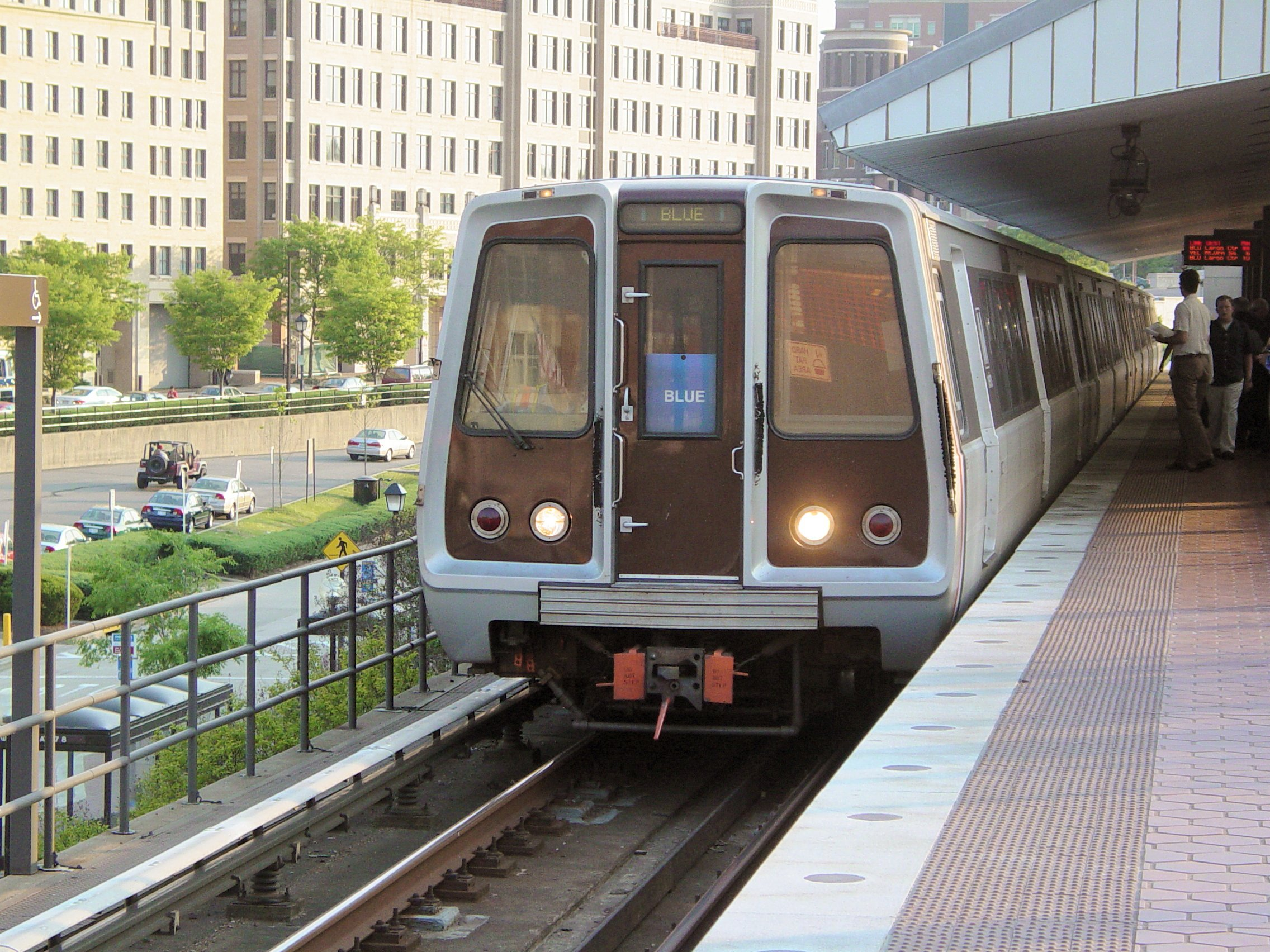
Baureihe 4000 an der Station King Street (2005)
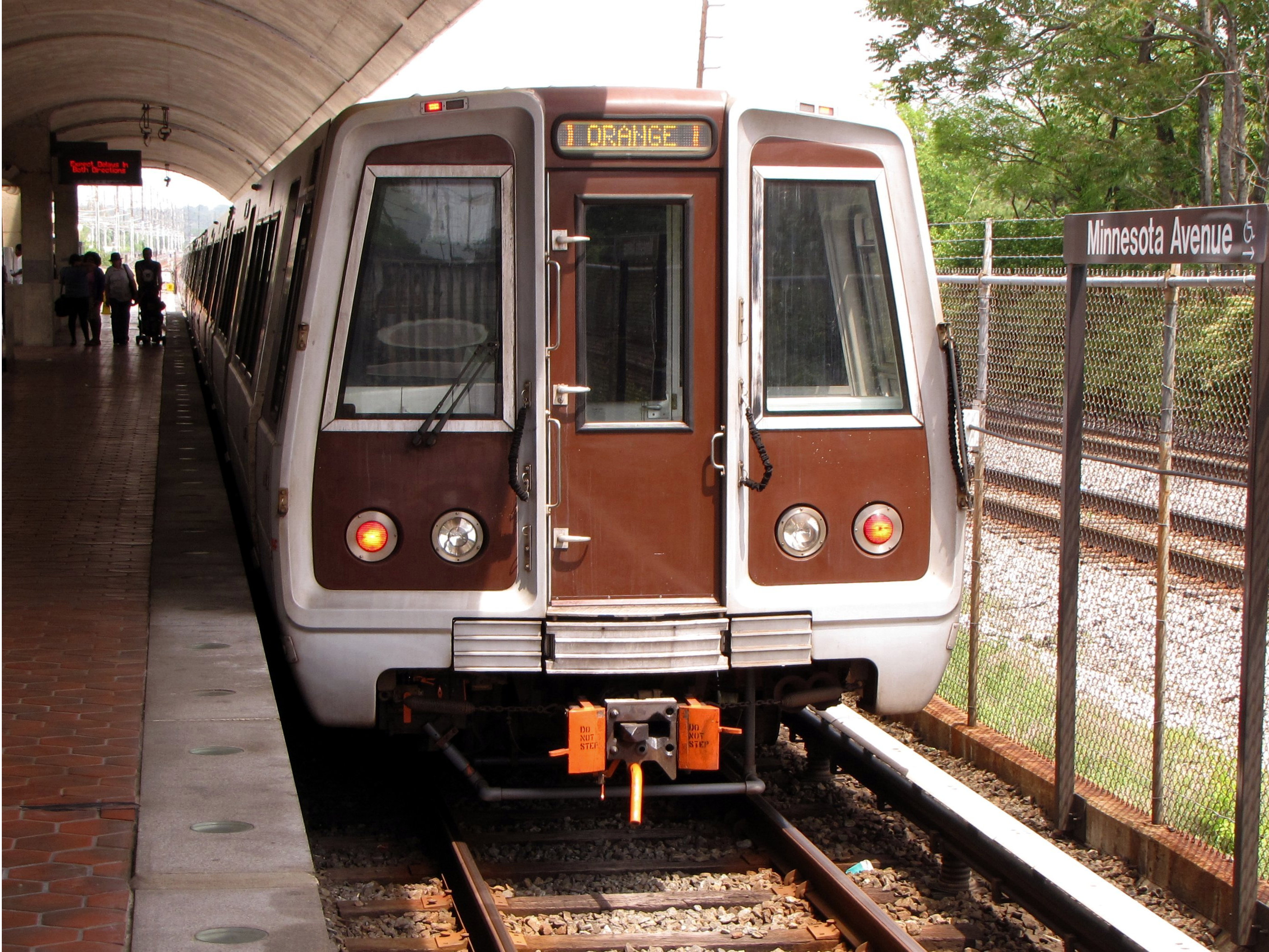
CAF-Zug der Baureihe 5000 (2010)
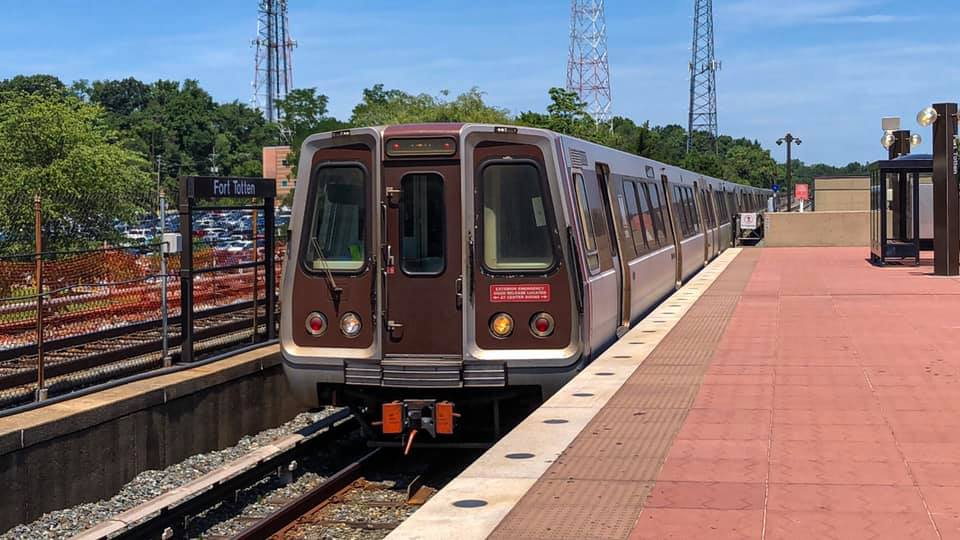
Baureihe 6000 (Alstom) in der oberen Station (Red Line) des Umsteigebahnhofs Fort Totten
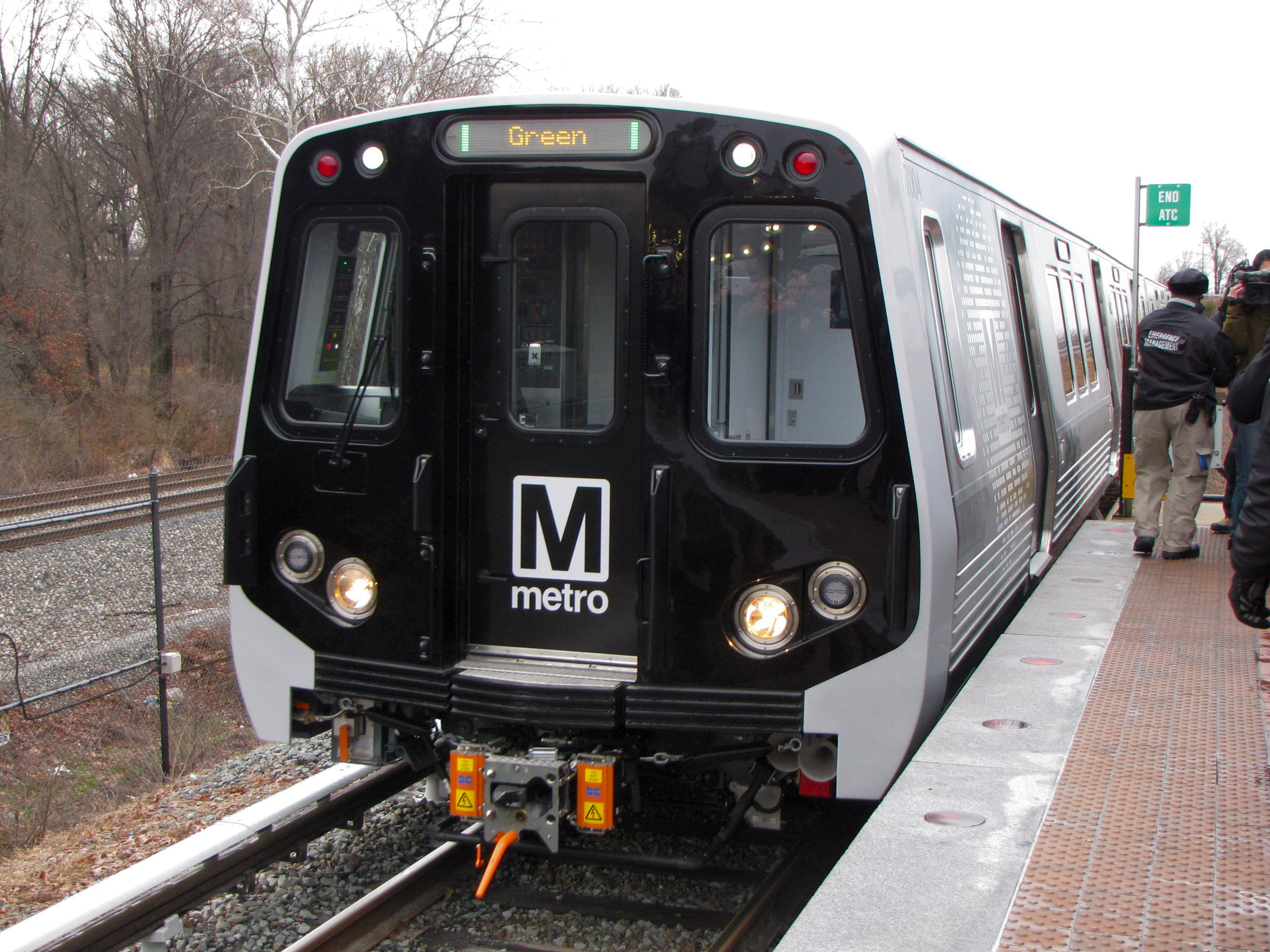
Kawasaki-Zug der Baureihe 7000 bei der Einfahrt in die Station Greenbelt

Um die verbleibenden Fahrzeuge der Baureihen 2000 und 3000 zu ersetzen, wurden 2020 bei Hitachi insgesamt 256 Wagen der Baureihe 8000 bestellt, wobei eine Option zur Erweiterung der Bestellung auf insgesamt 800 Wagen besteht, welche dann eine Ausmusterung der Baureihe 6000, eine höhere Zugfrequenz in der Hauptverkehrszeit sowie die Durchführung sämtlicher Zugfahrten mit 8-Wagenzügen ermöglichen würde. Die Fahrzeuge werden ab 2024 in einen derzeit im Bau befindlichen Werk in Hagerstown gefertigt und ab 2025 ausgeliefert werden. Daneben wird die Realisierung als durchgängig begehbare Züge überprüft.